# Ullastret
Ullastret ist eine spanische Gemeinde im Verwaltungsbezirk Baix Empordà in der Provinz Girona in der Comunidad Autónoma Katalonien. Die Fläche von Ullastret beträgt etwa 11 km².
Das Zentrum der Gemeinde ist auf einem Hügel angesiedelt, der sich etwa 50 Meter über NN befindet, östlich des Río Daró. Ullastret ist am besten auf dem Weg zwischen La Bisbal und Serra de Daró zu erreichen. Die Bevölkerung von Ullastret beläuft sich auf 260 Einwohner (Stand: 2024). Die wichtigsten Säulen der Wirtschaft der Gemeinde sind der Tourismus und die Agrarwirtschaft.

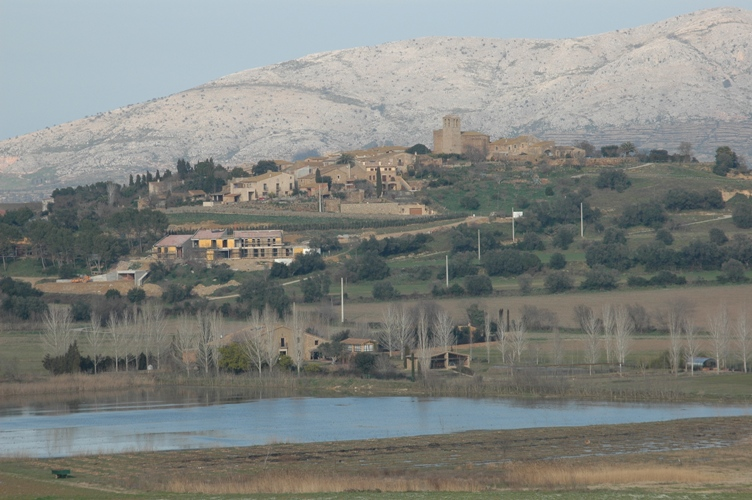
L'estany d'Ullastret, im Hintergrund der Nachbarort Llabià. Februar 2006

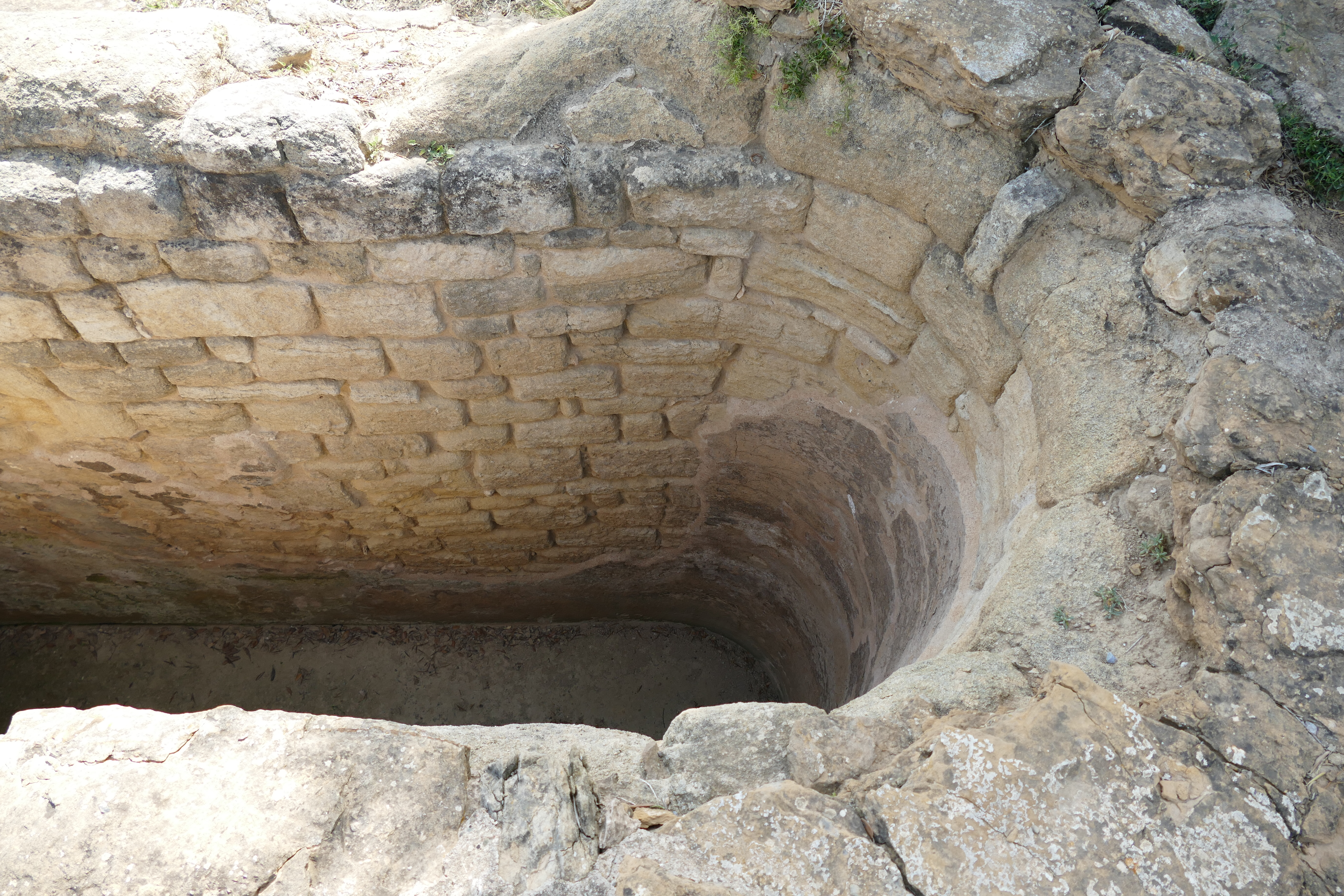
Zisterne span. Aljub

Auf dem nahe gelegenen Puig de Sant Andreu befand sich vom Beginn der Eisenzeit bis in das 3. Jahrhundert v. Chr. eine iberische Höhensiedlung (sog. oppidum, siehe Hauptartikel: Ullastret (Oppidum)).
Der Puig de Sant Andreu ist ein annähernd dreieckiger, in Nord-Süd-Richtung 600 m langer und in Ost-West-Richtung 380 m breiter Hügel, der sich mit 54 m Höhe über das Becken des ehemaligen See Estany d’Ullastret erhebt. Bis ins 19. Jahrhundert hinein verfügte die Gemeinde über diesen See, der eine Fläche von drei Quadratkilometern einnahm, jedoch heute ausgetrocknet ist. Das Seebecken wurde in Ackerland umgewandelt. In Zeiten von schweren Regenfällen wird die Seefläche jedoch noch heute geflutet.